# Lilla von Puttkamer
Lilla von Puttkamer (* 1973 in Düsseldorf) ist eine zeitgenössische deutsch-ungarische Malerin. Ihr Werk umfasst Malerei, Zeichnungen und Performance-Aktionskunst. Sie studierte von 1994 bis 1997 Architektur an der Ungarischen Akademie der Bildenden Künste in Budapest und anschließend bis 2003 freie Kunst an der Kunstakademie Münster. Lilla von Puttkamer lebt und arbeitet in Berlin. 

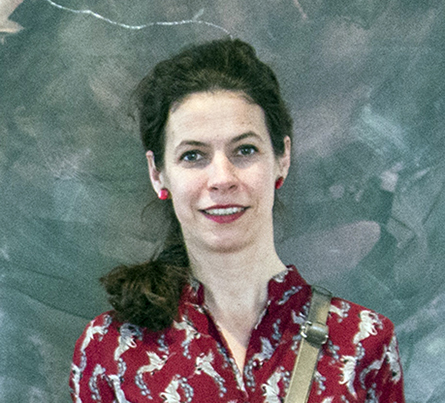
Lilla von Puttkamer 2019

## Ausstellungen (Auswahl)
- 2020 Portraits without People, Martin Leyer-Pritzkow Ausstellungen, Düsseldorf
- 2020 Layers, Museum Bochum
- 2019 Transfer International, Museum of Contemporary Art (MOMus), Thessaloniki, (Griechenland) und Museum Bochum
- 2019 Moholy-Nagy-Reflexionen , Collegium Hungaricum Berlin
- 2019 Die Große, Kunstpalast (Düsseldorf)
- 2019 Additionen, R.K. Galerie, Berlin
- 2018 The Long Now, Museum Goch
- 2018 The Long Now, Me Collectors Room Berlin, Stiftung Olbricht, Berlin
- 2018 It's raining cats and dogs, National Art Gallery, Namibia
- 2017 Fülle 2, mit Silke Miche,  Galerie Bernau, Bernau
- 2016 Lilla von Puttkamer – Verweilen, Galerie Weisser Elefant, Berlin
- 2016 Tomorrow, Neue Kunst in alten Gärten, Ober und Untergut Lenthe, Hannover
- 2016 Gemischtes Doppel, mit Vera Lossau, Haus Kemnade, Kunstverein Bochum
- 2015 Ins Unbekannte, Museum Osterburg
- 2015 Fülle 1, mit Silke Miche, Galerie Blaue Stunde, Berlin
- 2014 Malerei und Zeichnung, Steglitz Museum, Berlin
- 2013 Einer, keiner, hunderttausend, Kiscelli Museum, Budapest
- 2013 Wanderung, Stiftung Burg Kniphausen, Wilhelmshaven
- 2013 Macht Kunst, Kunsthalle Deutsche Bank, Berlin
- 2012 Empfehlungsschau, Galerie Anna Klinkhammer, Düsseldorf
- 2012 Ohne Titel, Videoinstallation mit Karen Bößer, Winter Festival, Sarajewo
- 2011 Der doppelete Waldboden, mit Oliver Oefelein, Kunstverein 2025, Hamburg und Secondhome Projects, Berlin
- 2011 Collective Show, Los Angeles
- 2010 Casting, Forgotten Bar, Berlin
- 2009 Eine Welt für sich, Kunstverein Aurich
- 2008 Intercity, Berlin-Praha, Galerie am Festungsgraben, Berlin
- 2008 Gilgameschin, Performance, Internationales Theater und Performancefestival, Erewan, Armenien
- 2007 Ungarischer Sommer, Kunstraum B, Kiel
- 2007 Made in – made by, Lada project, Berlin
- 2006 Gilgameschin, Kunstpalast (Düsseldorf)
- 2006 Summergroupshow, Galerie Andrea Brenner, Düsseldorf
- 2005 Drehmomente, Galerie ZeitZone, Berlin
- 2004 Kunstverein Dülmen
- 2004 Show Window, Kirakat, Budapest
- 2004 Weidenkleiden, Kunsthalle Hangelar, Bonn
- 2001 see no evil, hear no evil, Performance, Ungarische Kunstakademie der Bildenden Künste, Budapest

## Stipendien und Preise
- 2020 Stipendium Schloss Werdenberg, Schweiz
- 2017 Geopoeten, mit Albrecht Fersch, Microprojekte des Berliner Senats
- 2014 Sarajevo Winterfestival Preis. Bosnien-Herzegowina
- 2007–2008 Stipendium Künstlerhaus Hooksiel
- 2005 Stipendium der Aldegrever Gesellschaft für Druckgrafik, Venasques, Frankreich
- 2001 DAAD-Preis Budapest